# Elaphropoda nigrotarsa
Elaphropoda nigrotarsa är en biart som beskrevs av Wu 1979. Elaphropoda nigrotarsa ingår i släktet Elaphropoda och familjen långtungebin. Inga underarter finns listade i Catalogue of Life.